# Virtus Rieti 2001-2002

## 2001/2002

### Risultati ottenuti
- Serie B d'Eccellenza: Stagione regolare: 9º posto. Playout: salva al primo turno.
- Coppa di Lega: ottavi di finale.

### Roster
|  | Italia (bandiera) · Argentina (bandiera) | Pablo Albertinazzi   |
|  | Italia (bandiera)                        | Luca Jacomuzzi       |
|  | Italia (bandiera)                        | Paolo Berdini +      |
|  | Italia (bandiera)                        | Massimo Cotugno      |
|  | Italia (bandiera)                        | Emiliano Lucci       |
|  | Italia (bandiera)                        | Gianluca De Ambrosi  |
|  | Italia (bandiera)                        | Luigi Dordei         |
|  | Italia (bandiera)                        | Riccardo Esposito    |
|  | Italia (bandiera)                        | Fabio Liberatori     |
|  | Italia (bandiera)                        | Leonardo Carpineti - |
|  | Italia (bandiera)                        | Lorenzo Alberti      |
|  | Italia (bandiera)                        | Domenico Morena      |